# Książki
Książki (tyska Ksionsken, 1878–1920 Hohenkirch) är en by i Kujavien-Pommerns vojvodskap i norra Polen. Książki, som för första gången nämns i ett dokument från den 24 juli 1638, hade 1 900 invånare år 2006.

## Andra världskriget
Den 1 september 1939 invaderade Tyskland Polen. En vecka senare, den 8 september, förövade SS-Heimwehr Danzig en massaker på 33 personer i Książki.